# Анци
Анци (итал. Anzi) је насеље у Италији у округу Потенца, региону Базиликата.
Према процени из 2011. у насељу је живело 1299 становника. Насеље се налази на надморској висини од 998 м.

## Становништво
Према резултатима пописа становништва 2011. у општини је живело 1.765 становника.
| 1931. | 1936. | 1951. | 1961. | 1971. | 1981. | 1991. | 2001. | 2011. |
| ----- | ----- | ----- | ----- | ----- | ----- | ----- | ----- | ----- |
| 2.476 | 2.731 | 3.371 | 3.237 | 2.579 | 2.230 | 2.158 | 1.949 | 1.765 |

## Партнерски градови
- Рипакандида